# Вилхелм Вунт
Вилхелм Вунт (Манхајм, 16. август 1832 — Гросботен, 31. август 1920) био је немачки психолог, филозоф и лингвиста, оснивач експерименталне психологије.
Захваљујући њему психологија се средином 19. века издвојила као засебна наука. Он је прва особа која је себе назвала психологом.. Његова књига „Физиолошка психологија“, коју је објавио 1874, издвојила је психологију од медицине и филозофије. Године 1879, Вунт је основао и прву психолошку лабораторију на Универзитету у Лајпцигу. Оснивањем ове лабораторије, он утемељава психологију као своју засебну науку, такође оснива и академски часопис, Philosophische Studien, у којем објављује истраживања своје лабораторије.

## Биографија
Вилхелм Вунт је рођен 16. августа 1832. године у Немачкој, где је одрастао и завршио школовање. У његово време, психологија као наука није постојала. Радови који су се писали на тему мишљења, опажања и менталног живота уопште, углавном су били ретки или су поседовали одређени мистични призвук о људској души.
Након завршених студија медицине, Вунт је почео да ради као асистент, помажући Херману фон Хелмхолцу, физичару и значајном истраживачу у експерименталној психологији. Током тог периода Вунт је написао више књига и чланака на тему експерименталне психологије и отворио први курс из научне психологије. Он је међу првима скренуо пажњу на важност научног метода у проучавању менталних појмова. Након тога је радио као професор на универзитетима у Хајделбергу, Цириху и Лајпцигу.

## Психологија
Његово најпознатије дело „Принципи физиолошке психологије“ данас је општеприхваћено и представља основу данашње психологије. У њему Вунт разматра проучавање осећања, мотивације и идеја. Вунт је био један од првих научника који се залагао да се ови појмови, који су се до тада сматрали поетски и спиритуалистички, могу изучавати директно, попут свих других појмова у науци.
Године 1879, Вунт је заједно са сарадницима отворио прву званичну психолошку лабораторију на Универзитету у Лајпцигу, чувену као Прву лабораторију људске душе. Ова година се узима као зачетак модерне психологије, година од кад се психологија сматра науком.
Основни метод Вунтовог истраживања је био интроспекција, односно самопосматрање. Иако је данас тај метод превазиђен, у то време је био веома иновативан. Веровало се да се опажаји састоје од мањих делова и целина, као и да се ти делићи могу идентификовати путем интроспекције. Посматрањем сопственог унутрашњег искуства покушавало је да се дају одговори на нека кључна питања. Мада се интроспекција данас не користи у облику у којем су је Вунт и његови сарадници користили, она је остала важан метод у изучавању менталног живота.
Међу ученицима Вилхелма Вунта, био је и српски психолог Љубомир Недић, писац првог универзитетског уџбеника психологије на српском језику.
Вилхелм Вунт био је био веома утицајна и значајна личност за живота, а данас се сматра за постављача темеља психологије као науке, јер ју је одвојио као посебну дисциплину. Успео је да окупи око себе истраживаче, физичаре, физиологе и филозофе и да обједини њихове резултате до којих су неки научници долазили независно један од другог.
Међу Вунтова најзначајнија дела убрајају се „Принципи физиолошке психологије“, „Увод у психологију“ и „Психологија народа“.

### Теорија аперцепције
Вунт је одбацио широко распрострањену теорију асоцијација, према којој се менталне везе (учење) углавном формирају учесталошћу и интензитетом одређених процеса. Његов израз психологија аперцепције значи да је сматрао да је креативна свесна активност важнија од елементарног удруживања. Аперцепција је нова активност која је произвољна и селективна, маштовита и упоредна. У овом процесу осећања и идеје су слике које су на прихватљив начин повезане са типичним тоновима осећања, одабране на разне начине, анализиране, повезане и комбиноване, као и повезане са моторичким и аутономним функцијама - не само обрађене већ и креативно синтетизоване (види доле на Принципу креативне синтезе). У интегративном процесу свесне активности, Вунт види елементарну активност субјекта, тј. Чин воље, да се намерно премешта садржај у свесно. У мери у којој је ова појавна активност типична за све менталне процесе, могуће је описати његово гледиште као волунтаристичко.
Вунт описује аперцептивне процесе као психолошки високо диференциране и, у многим погледима, то заснива на методама и резултатима својих експерименталних истраживања. Један пример је широка серија експеримената о менталној хронометрији сложених реакционих времена. У истраживању осећања, изазивају се одређени ефекти док се пулс и дисање бележе помоћу кимографа. Уочене разлике требало је да допринесу подршци Вунтовој теорији осећања са њене три димензије: пријатна - непријатна, напета - опуштена, узбуђена - депресивна.

### Неуропсихологија
Вунт је доприносио стању неуропсихологије какво је тада постојало на три начина: критиком теорије локализације (тада раширене у неурологији), захтевом за истраживачким хипотезама утемељеним на неуролошком и психолошком размишљању и неуропсихолошким концепт центра аперцепције у фронталном кортексу. Вунт је пажњу и контролу пажње сматрао одличним примером пожељне комбинације експерименталних психолошких и неурофизиолошких истраживања. Вунт је позвао да се експериментисање ради локализације виших централних нервних функција заснива на јасним, психолошки утемељеним истраживачким хипотезама, јер питања нису могла бити дата довољно прецизно само на анатомском и физиолошком нивоу.
Вунт је своју централну теорију аперцепције засновао на неуропсихолошком моделовању. Према овоме, хипотетички центар аперцепције у фронталном кортексу великог мозга који је описао могао је међусобно повезати сензорне, моторичке, аутономне, когнитивне, емоционалне и мотивационе компоненте процеса. Вунт је на тај начин пружио водећи принцип првенствено психолошки оријентисаног истраживања програм о највишим интегративним процесима. Стога је претеча тренутних истраживања когнитивних и емоционалних извршних функција у префронталном кортексу великог мозга и хипотетичких мултимодалних зона конвергенције у мрежи кортикалних и лимбичких функција. Овај концепт интердисциплинарне неуронауке сада се подразумева, али је Вунтов допринос том развоју готово заборављен. Ц. С. Шерингтон у свом уџбенику више пута цитира Вундтово истраживање о физиологији рефлекса, али не и Вундтове неуропсихолошке концепте.

### Методологија и стратегије
"С обзиром на положај између природних и хуманистичких наука, психологија заиста има велико богатство методолошких алата. Иако, с једне стране, постоје експерименталне методе, с друге стране, објективни радови и производи у културном развоју такође нуде богат материјал за упоредну психолошку анализу.“
Психологија је емпиријска наука и мора настојати да постигне систематски поступак, испитивање резултата и критику своје методологије. Стога самопосматрање мора бити обучено и дозвољено је само под строгом експерименталном контролом; Вунт одлучно одбацује наивну интроспекцију. Вунт је пружио стандардну дефиницију психолошких експеримената. Његов спор са Имануелом Кантом имао је велики утицај. Кант се заложио против претпоставке мерљивости свесних процеса и упутио основану, мада врло кратку критику метода самопосматрања: у вези са реактивношћу својственом методи, грешком посматрача, изобличењем ставова субјекта и упитним утицај људи који размишљају самостално, али Вунт је изразио оптимизам да би методолошка побољшања овде могла бити од помоћи. Касније је признао да су мерење и математика применљиви само за врло елементарне свесне процесе. Статистичке методе су такође имале само ограничену вредност, на пример у психофизици или у процени статистике становништва.
Експериментална психологија у Лајпцигу углавном се ослањала на четири методолошка типа процене: методе отиска са различитим техникама мерења у психофизици; методе реакције хронометрије у психологији аперцепције; методе репродукције у истраживању памћења и методе изражавања са запажањима и психофизиолошким мерењима у истраживању осећања. Вунт је сматрао да је методологија његових лингвистичких психолошких истраживања најплоднији пут ка адекватном психолошком истраживању мисаоног процеса.

## Изабрани радови

### Књиге и чланци
- Lehre von der Muskelbewegung (The Patterns of Muscular Movement), (Vieweg, Braunschweig 1858).
- Die Geschwindigkeit des Gedankens (The Velocity of Thought), (Die Gartenlaube 1862, Vol 17, p. 263).
- Beiträge zur Theorie der Sinneswahrnehmung (Contributions on the Theory of Sensory Perception), (Winter, Leipzig 1862).
- Vorlesungen über die Menschen- und Tierseele (Lectures about Human and Animal Psychology), (Voss, Leipzig Part 1 and 2, 1863/1864; 4th revised ed. 1906).
- Lehrbuch der Physiologie des Menschen (Textbook of Human Physiology), (Enke, Erlangen 1864/1865, 4th ed. 1878).
- Die physikalischen Axiome und ihre Beziehung zum Causalprincip (Physical Axioms and their Bearing upon Causality Principles), (Enke, Erlangen 1866).
- Handbuch der medicinischen Physik (Handbook of Medical Physics), (Enke, Erlangen 1867). (Digitalisat und Volltext im Deutschen Textarchiv)
- Untersuchungen zur Mechanik der Nerven und Nervenzentren (Investigations upon the Mechanisms of Nerves and Nerve-Centres), (Enke, Erlangen 1871-1876).
- Grundzüge der physiologischen Psychologie (Principles of physiological Psychology), (Engelmann, Leipzig 1874; 5th ed. 1903-1903; 6th ed. 1908-1911, 3 Vols).
- Über die Aufgabe der Philosophie in der Gegenwart. Rede gehalten zum Antritt des öffentlichen Lehramts der Philosophie an der Hochschule in Zürich am 31. Oktober 1874. (On the Task of Philosophy in the present), (Philosophische Monatshefte. 1874, Vol 11, pp. 65–68).
- Über den Einfluss der Philosophie auf die Erfahrungswissenschaften. Akademische Antrittsrede gehalten in Leipzig am 20. November 1875. (On the Impact of Philosophy on the empirical Sciences), (Engelmann, Leipzig 1876).
- Der Spiritismus – eine sogenannte wissenschaftliche Frage. (Spiritism – a so-called scientific Issue), (Engelmann: Leipzig 1879).
- Logik. Eine Untersuchung der Principien der Erkenntnis und der Methoden Wissenschaftlicher Forschung. (Logic. An investigation into the principles of knowledge and the methods of scientific research), (Enke, Stuttgart 1880-1883; 4th ed. 1919-1921, 3 Vols.).
- Ueber die Messung psychischer Vorgänge. (On the measurement of mental events). (Philosophische Studien. 1883, Vol 1, pp. 251–260, pp. 463–471).
- Ueber psychologische Methoden. (On psychological Methods). (Philosophische Studien. 1883, Vol 1, pp. 1–38).
- Essays (Engelmann, Leipzig 1885).
- Ethik. Eine Untersuchung der Tatsachen und Gesetze des sittlichen Lebens. (Ethics), (Enke, Stuttgart 1886; 3rd ed. 1903, 2 Vols.).
- Über Ziele und Wege der Völkerpsychologie. (On Aims and Methods of Cultural Psychology). (Philosophische Studien. 1888, Vol 4, pp. 1–27).
- System der Philosophie (System of Philosophy), (Engelmann, Leipzig 1889: 4th ed. 1919, 2 Vols.).
- Grundriss der Psychologie (Outline of Psychology), (Engelmann, Leipzig 1896; 14th ed. 1920).
- Über den Zusammenhang der Philosophie mit der Zeitgeschichte. Eine Centenarbetrachtung. (On the Relation between Philosophy and contemporary History). Rede des antretenden Rectors Dr. phil., jur. et med. Wilhelm Wundt. F. Häuser (ed): Die Leipziger Rektoratsreden 1871–1933. Vol I: Die Jahre 1871–1905 (pp. 479–498). Berlin: (de Gruyter (1889/2009).
- Hypnotismus und Suggestion. (Hypnotism and Suggestion). (Engelmann: Leipzig 1892).
- Ueber psychische Causalität und das Princip des psycho-physischen Parallelismus. (On mental Causality and the Principle of psycho-physical Parallelism). (Philosophische Studien. 1894, Vol 10, pp. 1–124).
- Ueber die Definition der Psychologie (On the Definition of Psychology). (Philosophische Studien. 1896, Vol 12, pp. 9–66).
- Über naiven und kritischen Realismus I–III. (On naive and critical Realism). (Philosophische Studien. 1896–1898, Vol 12, pp. 307–408; Vol 13, pp. 1–105, pp. 323–433).
- Völkerpsychologie (Cultural Psychology), 10 Volumes, Vol. 1, 2. Die Sprache (Language); Vol. 3. Die Kunst 	(Art); Vol 4, 5, 6. Mythos und Religion (Myth and Religion); Vol 7, 8. Die Gesellschaft (Society); Vol 9. Das Recht (Right); Vol 10. Kultur und Geschichte (Culture and History). (Engelmann, Leipzig 1900 to 1920; some vol. revised or reprinted, 3rd ed.1919 ff; 4th ed. 1926).
- Einleitung in die Philosophie (Introduction to Philosophy), (Engelmann, Leipzig 1909; 8th ed. 1920).
- Gustav Theodor Fechner. Rede zur Feier seines hundertjährigen Geburtstags. (Engelmann, Leipzig 1901).
- Über empirische und metaphysische Psychologie (On empirical and metaphysical Psychology). (Archiv für die gesamte Psychologie. 1904, Vol 2, pp. 333–361).
- Über Ausfrageexperimente und über die Methoden zur Psychologie des Denkens. (Psychologische Studien. 1907, Vol 3, pp. 301–360).
- Kritische Nachlese zur Ausfragemethode. (Archiv für die gesamte Psychologie. 1908, Vol 11, pp. 445–459).
- Über reine und angewandte Psychologie (On pure and applied Psychology). (Psychologische Studien. 1909, Vol 5, pp. 1–47).
- Das Institut für experimentelle Psychologie. In: Festschrift zur Feier des 500 jährigen Bestehens der Universität Leipzig, ed. by Rektor und Senat der Universität Leipzig, 1909, 118-133. (S. Hirzel, Leipzig 1909).
- Psychologismus und Logizismus (Psychologism and Logizism). Kleine Schriften. Vol 1 (pp. 511–634). (Engelmann, Leipzig 1910).
- Kleine Schriften (Shorter Writings), 3 Volumes, (Engelmann, Leipzig 1910-1911).
- Einführung in die Psychologie. (Dürr, Leipzig 1911).
- Probleme der Völkerpsychologie (Problems in Cultural Psychology). (Wiegandt, Leipzig 1911).
- Elemente der Völkerpsychologie. Grundlinien einer psychologischen Entwicklungsgeschichte der Menschheit. (Elements of Cultural Psychology), (Kröner, Leipzig 1912).
- Die Psychologie im Kampf ums Dasein (Psychology's Struggle for Existence). (Kröner, Leipzig 1913).
- Reden und Aufsätze. (Addresses and Extracts). (Kröner, Leipzig 1913).
- Sinnliche und übersinnliche Welt (The Sensory and Supersensory World), (Kröner, Leipzig 1914).
- Über den wahrhaften Krieg (About the Real War), (Kröner, Leipzig 1914).
- Die Nationen und ihre Philosophie (Nations and Their Philosophies), (Kröner, Leipzig 1915).
- Völkerpsychologie und Entwicklungspsychologie (Cultural Psychology and Developmental Psychology). . (Psychologische Studien. 1916, 10, 189-238).
- Leibniz. Zu seinem zweihundertjährigen Todestag. 14. November 1916. (Kröner Verlag, Leipzig 1917).
- Die Weltkatastrophe und die deutsche Philosophie . (Keysersche Buchhandlung, Erfurt 1920).
- Erlebtes und Erkanntes. (Experience and Realization). (Kröner, Stuttgart 1920).
- Kleine Schriften. Vol 3. (Kröner, Stuttgart 1921).

### Вунтови радови на енглеском
- 1974	The Language of Gestures. Ed. Blumenthal, A.L. Berlin: De Gruyter
- 1973	An Introduction to Psychology.
- 1969?	Outlines of Psychology. 1897. Tr. Judd, C.H. St. Clair Shores, MI: Scholarly Press.
- 1916	Elements of folk-psychology. Tr. Schaub, E.L. London: Allen
- 1901	The Principles of Morality and the Departments of the Moral Life. Trans. Washburn, M.F. London: Swan Sonnenschein; New York: Macmillan
- 1896 (2nd ed.) Lectures on human and animal psychology. Creighton, J.G., Titchener, E.B., trans. London: Allen. Translation of Wundt, 1863
- 1893 (3rd ed.) Principles of physiological psychology. Titchener, E.B., trans. London: Allen. Translation of Wundt, 1874. [New York, 1904]

### Биографије
- Alfred Arnold: Wilhelm Wundt – Sein philosophisches System. Akademie-Verlag, Berlin 1980.
- Edwin G. Boring: A history of experimental psychology (2nd ed.) The Century Company, New York 1950.
- Arthur L. Blumenthal: Wundt, Wilhelm. Dictionary of Scientific Biography. 25. Charles, New York (1970–1980).
- Balance, William D. G.; Evans, Rand B.; Evans, Rand B. (1975). „Wilhelm Wundt 1832–1920: A brief biographical sketch”. Journal of the History of the Behavioral Sciences. 11 (3): 287—297. PMID 11609842. doi:10.1002/1520-6696(197507)11:3<287::AID-JHBS2300110309>3.0.CO;2-L.
- Rudolf Eisler: W. Wundts Philosophie und Psychologie. In ihren Grundlehren dargestellt. Barth, Leipzig 1902.
- Granville Stanley Hall: Founders of modern psychology. Appleton, New York 1912 (Wilhelm Wundt. Der Begründer der modernen Psychologie. Vorwort von Max Brahn. Meiner, Leipzig 1914).
- Alan Kim: "Wilhelm Maximilian Wundt". The Stanford Encyclopedia of Philosophy (Fall 2016 Edition), Edward N. Zalta (ed.).
- Edmund König: Wilhelm Wundt als Psycholog und als Philosoph. Fromman, Stuttgart 1901.
- Georg Lamberti: Wilhelm Maximilian Wundt (1832–1920). Leben, Werk und Persönlichkeit in Bildern und Texten. .
- Wolfram Meischner, Erhard Eschler: Wilhelm Wundt. Pahl-Rugenstein, Köln. 1979.  978-3-7609-0457-3..
- Willi Nef: Die Philosophie Wilhelm Wundts. Meiner, Leipzig 1923.
- Traugott K. Oesterreich: (1923/1951). Grundriss der Geschichte der Philosophie. IV. Die Deutsche Philosophie des Neunzehnten Jahrhunderts und der Gegenwart (15. Aufl., 1951, unveränd. Nachdr. der völlig neubearb. 12. Aufl.). Mittler & Sohn, Tübingen 1923, pp. 343–360, 483-485.
- Peter Petersen: Wilhelm Wundt und seine Zeit. Frommanns Verlag, Stuttgart 1925.
- Lothar Sprung: Wilhelm Wundt – Bedenkenswertes und Bedenkliches aus seinem Lebenswerk. In: Georg Eckardt (ed): Zur Geschichte der Psychologie. Deutscher Verlag der Wissenschaften, Berlin 1979, pp. 73–82.
- Eleonore Wundt: Wilhelm Wundt. Deutsches Biographisches Jahrbuch (hrsg. vom Verband der Deutschen Akademien). Deutsche Verlagsanstalt, Berlin 1928. Überleitungsband II, 1917-1920, pp. 626–636.

### Савремени извори
- Eduard von Hartmann: Die moderne Psychologie. Eine kritische Geschichte der deutschen Psychologie in der zweiten Hälfte des neunzehnten Jahrhunderts. Haacke, Leipzig 1901.
- Arthur Hoffmann-Erfurt (ed): Wilhelm Wundt. Eine Würdigung. (1. Aufl. 1922, 2. verm. Aufl. 1924). Stenger, Erfurt 1924.
- Edmund König: W. Wundt. Seine Philosophie und Psychologie. F. Frommann, Stuttgart 1901.
- Festschrift. Wilhelm Wundt zum siebzigsten Geburtstage. Überreicht von seinen Schülern. 1. Theil. (= Philosophische Studien. 19. Band), Wilhelm Engelmann, Leipzig 1902.
- Festschrift. Wilhelm Wundt zum siebzigsten Geburtstage. Überreicht von seinen Schülern. 2.Theil. (= Philosophische Studien. 20. Band), Wilhelm Engelmann, Leipzig 1902.
- Otto Klemm: Zur Geschichte des Leipziger Psychologischen Instituts. In: A. Hoffmann-Erfurt (ed): Wilhelm Wundt. Eine Würdigung. 2. izdanje. Stenger, Erfurt 1924, pp. 93–101.
- Felix Krueger: Eröffnung des XIII. Kongresses. Die Lage der Seelenwissenschaft in der deutschen Gegenwart. In: Otto Klemm (ed): Bericht über den XIII. Kongress der Deutschen Gesellschaft für Psychologie in Leipzig vom 16.–19. Oktober 1933. Fischer, Jena 1934, pp. 6–36.
- Leonore Wundt: Wilhelm Wundts Werke. Ein Verzeichnis seiner sämtlichen Schriften. Beck, München, 1927.

### Недавни извори
- Saulo de F. Araujo: Why did Wundt abandon his early theory of the unconscious? Towards a new interpretation of Wundts psychological project. History of Psychology, 2012, Volume 15, стр. 33–49..
- Saulo de F. Araujo: Wundt and the Philosophical Foundations of Psychology. A Reappraisal. .
- Arthur L. Blumenthal: Leipzig, Wilhelm Wundt, and psychology's gilded age. In: G.A. Kimble, M. Wertheimer, M. (Eds.). Portraits of pioneers in psychology. Vol. III. American Psychological Association, Washington, D.C. 1998.
- Wolfgang G. Bringmann, Eckart Scheerer (Eds.): Wundt centennial issue. Psychological Research, 1980, Volume 42, pp. 1–189.
- Wolfgang G. Bringmann, N. J. Bringmann, W. D. Balance: Wilhelm Maximilian Wundt 1832 – 1874: The formative years. In: W.G. Bringmann, R. D. Tweney (Eds.). Wundt studies. A centennial Collection. Hogrefe, Toronto 1980, pp. 12–32.
- Wolfgang G. Bringmann, Ryan D. Tweney (Eds.): Wundt studies. Hogrefe, Toronto. 1980.  978-0-88937-001-2..
- Wolfgang G. Bringmann, N. J. Bringmann, G. A. Ungerer: The establishment of Wundt's laboratory: An archival and documentary study. In: Wolfgang Bringmann, Ryan D. Tweney (Eds.): Wundt Studies. Hogrefe, Toronto. 1980.  978-0-88937-001-2. стр. 123-157.
- Kurt Danziger: The positivist repudiation of Wundt. Journal of the History of the Behavioral Science, 1979, Volume 15,205-230.
- Kurt Danziger: On the threshold of the New Psychology: Situating Wundt and James. In: W.G. Bringmann, E. D. Tweney (Eds.). Wundt Studies. A Centennial Collection. Hogrefe, Toronto, 1980, pp. 362–379.
- Kurt Danziger: Constructing the subject. Historical origins of psychological research. Cambridge University Press, Cambridge 1990.
- Kurt Danziger: Wundt and the temptations of psychology. In: R.W. Rieber, David K. Robinson (Eds.). Wilhelm Wundt in history: The making of a scientific psychology. Kluwer-Academic, New York 2001, pp. 69–94.
- Georg Eckardt (Ed.): Völkerpsychologie – Versuch einer Neuentdeckung. Psychologie Verlags Union, Weinheim 1997.
- Jochen Fahrenberg: Wilhelm Wundt – Pionier der Psychologie und Außenseiter? Leitgedanken der Wissenschaftskonzeption und deren Rezeptionsgeschichte.(Wilhelm Wundt – pioneer in psychology and outsider? Basic concepts and their reception) e-book, 2011. PsyDok ZPID
- Jochen Fahrenberg. „Wilhelm Wundts Wissenschaftstheorie. Ein Rekonstruktionsversuch. (Wilhelm Wundt's theory of science. An attempt at reconstruction). Psychologische Rundschau, 2012”. 63 (4): 228—238..
- Jochen Fahrenberg: Zur Kategorienlehre der Psychologie. Komplementaritätsprinzip. Perspektiven und Perspektiven-Wechsel.(On categories in psychology. Complementarity principle, perspectives, and perspective-taking). Pabst Science Publishers, Lengerich. 2013.  978-3-89967-891-8.. PsyDok ZPID
- Jochen Fahrenberg: Theoretische Psychologie – Eine Systematik der Kontroversen (Theoretical psychology – A system of controversies). Lengerich: Pabst Science Publishers, Lengereich 2015a.  978-3-95853-077-5.. PsyDok ZPID
- Jochen Fahrenberg, J.. Wilhelm Wundts Neuropsychologie (Wilhelm Wundt's neuropsychology). D. Emmans & A. Laihinen (Eds.). Comparative Neuropsychology and Brain Imaging: Commemorative publication in honour of Prof. Dr. Ulrike Halsband. LIT-Verlag, Vienna 2015b.  978-3-643-90653-3. стр. 348–373..
- Jochen Fahrenberg: Leibniz’ Einfluss auf Wundts Psychologie, Philosophie und Ethik (Leibniz’ influence on Wundt's psychology, philosophy, and ethics). e-Buch (2016a). PsyDok ZPID
- Jochen Fahrenberg: Wilhelm Wundts Kulturpsychologie (Völkerpsychologie): Eine Psychologische Entwicklungstheorie des Geistes (Wilhelm Wundt's cultural psychology: A psychological theory on the development of mind). (2016b) PsyDok
- Jochen Fahrenberg: Wundt-Nachlass (2016c). PsyDok ZPID
- Jochen Fahrenberg: Wilhelm Wundt (1832 – 1920). Gesamtwerk: Einführung, Zitate, Rezeption, Kommentare, Rekonstruktionsversuche. Pabst Science Publishers, Lengerich 2018.
- Carl F. Graumann: Experiment, Statistik, Geschichte. Wundts erstes Heidelberger Programm einer Psychologie. Psychologische Rundschau, 1980, Volume 31, pp. 73–83.
- Carl F. Graumann: Die Verbindung und Wechselwirkung der Individuen im Gemeinschaftsleben. In: Gerd Jüttemann (Ed.): Wilhelm Wundts anderes Erbe. Ein Missverständnis löst sich auf. Vandenhoeck & Ruprecht, Göttingen 2006, pp. 52–68.
- Hildebrandt, H. (1989). Psychophysischer Parallelismus. In: J. Ritte, K. Gründer (ed). Historisches Wörterbuch der Philosophie. Wissenschaftliche Buchgesellschaft, Darmstadt 1989, Volume 7, pp. 101–107.
- Willem Van Hoorn, T. Verhave: Wilhelm Wundts‟s conception of his multiple foundations of scientific psychology. In W. Meischner, A. Metge (ed). Wilhelm Wundt – progressives Erbe, Wissenschaftsentwicklung und Gegenwart. Protokoll des internationalen Symposiums. Karl-Marx-Universität Leipzig, 1979. Pahl-Rugenstein, Köln 1980, pp. 107–117.
- Jürgen Jahnke: Wilhelm Wundts akademische Psychologie 1886/87. Die Vorlesungsnachschriften von Albert Thumb Freiburg. In: Jürgen Jahnke, Jochen Fahrenberg, Reiner Stegie, Eberhard Bauer (ed): Psychologiegeschichte – Beziehungen zu Philosophie und Grenzgebieten. Profil.
- Gerd Jüttemann (Ed.): Wilhelm Wundts anderes Erbe. Ein Missverständnis löst sich auf. Vandenhoeck & Ruprecht, Göttingen. 2006.  978-3-525-49087-7..
- Alan Kim: "Wilhelm Maximilian Wundt". The Stanford Encyclopedia of Philosophy (Fall 2016 Edition), Edward N. Zalta (ed.)
- Friedrich A. Lange: Geschichte des Materialismus und Kritik seiner Bedeutung in der Gegenwart. (8. erw. Aufl. 1908, hrsg. und bearbeitet von Hermann Cohen). Baedeker, Iserlohn 1866.
- Wolfram Meischner, Annerose Metge: Wilhelm Wundt – progressives Erbe, Wissenschaftsentwicklung und Gegenwart. Protokoll des internationalen Symposiums. Karl-Marx-Universität, Leipzig 1979. Pahl-Rugenstein, Köln 1980.
- Annerose Meischner-Metge: Wilhelm Wundt und seine Schüler. In: Horst-Peter Brauns (Ed.): Zentenarbetrachtungen. Historische Entwicklungen in der neueren Psychologie bis zum Ende des 20. Jahrhunderts. Peter Lang, Frankfurt a.M. 2003, pp. 156–166.
- Annerose Meischner-Metge: Die Methode der Forschung. In: G. Jüttemann (ed): Wilhelm Wundts anderes Erbe. Ein Missverständnis löst sich auf. Vandenhoeck & Ruprecht, Göttingen 2006, pp. 131–143.
- Till Meyer: Das DFG-Projekt "Erschließung und Digitalisierung des Nachlasses von Wilhelm Wundt" an der Universitätsbibliothek Leipzig. In: Leipziger Jahrbuch für Buchgeschichte, 2015, Volume 23, pp. 347–357.
- Hans v. Rappard: A monistic interpretation of Wundt's psychology. Psychological Research, 1980, 42, 123-134.
- Robert W. Rieber, David K. Robinson (Eds.): Wilhelm Wundt in history: The making of a scientific psychology. Kluwer-Academic, New York 1980 (2nd ed. 2001).
- Eckhard Scheerer: Psychologie. In: J. Ritter, K. Gründer (ed). Historisches Wörterbuch der Philosophie. Schwabe & Co., Basel 1989, Volume 7 (pp. 1599–1654).
- Gustav A. Ungerer: Wilhelm Wundt als Psychologe und Politiker. Psychologische Rundschau, 1980, Volume 31, pp. 99–110.
- Gustav A. Ungerer: Forschungen zur Biographie Wilhelm Wundts und zur Regionalgeschichte. Gesammelte Aufsätze 1978-1997. Ein Logbuch. Verlag Regionalkultur, Ubstadt-Weiher. 2016.  978-3-89735-851-5.
- Wan-chi Wong: Retracing the footsteps of Wilhelm Wundt: Explorations in the Disciplinary Frontiers of Psychology and in Völkerpsychologie. History of Psychology, 2010, Volume 12, (4), pp. 229–265.
- Maximilian Wontorra: Frühe apparative Psychologie. Der Andere Verlag, Leipzig 2009.
- Maximilian Wontorra, Ingrid Kästner, Erich Schröger (ed): Wilhelm Wundts Briefwechsel. Institut für Psychologie. Leipzig 2011.
- Maximilian Wontorra, Annerose Meischner-Metge, Erich Schröger (ed): Wilhelm Wundt (1832–1920) und die Anfänge der experimentellen Psychologie. Institut für Psychologie. Leipzig. 2004.  978-3-00-013477-7..
- Ziche, P. (1999). „Neuroscience in its context. Neuroscience and psychology in the work of Wilhelm Wundt”. Physis; Rivista Internazionale di Storia della Scienza. 36 (2): 407—429. PMID 11640242..
- Paul Ziche: Wissenschaftslandschaften um 1900: Philosophie, die Wissenschaften und der nichtreduktive Szientismus. Chronos, Zürich 2008.

### Онлајн радови
- Вилхелм Вунт на сајту Пројекат Гутенберг (језик: енглески)
- Вилхелм Вунт на сајту Internet Archive (језик: енглески)